# ペテル・ジュリ
ペテル・ジュリ（クロアチア語: Peter Žulj、1993年6月9日 - ）は、オーストリアとクロアチアのサッカー選手。オーストリア代表。ポジションはMF。

## クラブ歴
SKラピード・ウィーンの下部組織からセカンドチームに昇格したが、トップチームでプレーする事はなく、エアステリーガのSVグレーディヒ、TSVハルトベルクに期限付き移籍した。
2014年1月にオーストリア・ブンデスリーガのヴォルフスベルガーACに完全移籍。その後、FCアドミラ・ヴァッカー・メードリング、SVリート、SKシュトゥルム・グラーツに在籍、シュトゥルム・グラーツではオーストリア・カップを制した。
2019年1月に3年半契約でベルギー・ファースト・ディビジョンAのRSCアンデルレヒトに完全移籍。

## 代表歴
2014年2月にオーストリアU-21代表に初招集されたが、U-21代表での出場は1試合に止まった。
2018年3月27日に行われたルクセンブルク代表との親善試合でオーストリアA代表初出場。

## 個人
ブルケンラント・クロアチア人の出自である。兄のロベルト・ジュリもサッカー選手。